# حوزه انتخابیه ملایر
حوزهٔ انتخاباتی ملایر یکی از حوزه‌های استان همدان و دومین شهر پر جمعیت استان همدان برای انتخابات مجلس شورای اسلامی است. این حوزه به مرکزیت ملایر، ۲ نماینده دارد.

## نمایندگانمجلس شورای اسلامی
این فهرست شامل نمایندگان حوزهٔ انتخابیهٔ ملایر در مجلس شورای اسلامی است. این حوزهٔ انتخابیه در دوره‌های آغازین دارای یک نماینده و در دوره‌های اخیر دارای دو نماینده بوده است.
| دوره    | نام نماینده      | از سال | تا سال | رای     | درصد   |
| ------- | ---------------- | ------ | ------ | ------- | ------ |
| اول     | اسماعیل معزی     | ۱۳۵۹   | ۱۳۶۳   | -       | -      |
| دوم     | محمدصالح احمدوند | ۱۳۶۳   | ۱۳۶۷   | ۵۷٬۴۱۱  | ۵۸٫۹۰٪ |
| سوم     | سید کاظم میرولد  | ۱۳۶۷   | ۱۳۷۱   | -       | -      |
| سوم     | عبدالله نوروزی   | ۱۳۶۷   | ۱۳۷۱   | -       | -      |
| چهارم   | سید کاظم میرولد  | ۱۳۷۱   | ۱۳۷۵   | -       | -      |
| چهارم   | عبدالله نوروزی   | ۱۳۷۱   | ۱۳۷۵   | -       | -      |
| پنجم    | الهه راستگو      | ۱۳۷۵   | ۱۳۷۹   | ۱۱۲٬۳۹۶ | ۴۴٫۶٪  |
| پنجم    | حسن‌رضا زمانی‌فر   | ۱۳۷۵   | ۱۳۷۹   | -       | -      |
| ششم     | محمد کاظمی       | ۱۳۷۹   | ۱۳۸۳   | -       | -      |
| ششم     | بیژن شهبازخانی   | ۱۳۷۹   | ۱۳۸۳   | -       | -      |
| هفتم    | حسن زمانی        | ۱۳۸۳   | ۱۳۸۷   | -       | -      |
| هفتم    | بیژن شهبازخانی   | ۱۳۸۳   | ۱۳۸۷   | -       | -      |
| هشتم    | امین‌حسین رحیمی   | ۱۳۸۷   | ۱۳۹۱   | -       | -      |
| هشتم    | حسن ونایی        | ۱۳۸۷   | ۱۳۹۱   | -       | -      |
| نهم     | احمد آریائی‌نژاد  | ۱۳۹۱   | ۱۳۹۵   | -       | -      |
| نهم     | علی‌نعمت چهاردولی | ۱۳۹۱   | ۱۳۹۵   | -       | -      |
| دهم     | محمد کاظمی       | ۱۳۹۵   | ۱۳۹۹   | -       | -      |
| دهم     | احد آزادی‌خواه    | ۱۳۹۵   | ۱۳۹۹   | ۳۴٬۳۱۳  | ۵۵٪    |
| یازدهم  | هادی بیگی‌نژاد    | ۱۳۹۹   | ۱۴۰۳   | -       | -      |
| یازدهم  | احد آزادی‌خواه    | ۱۳۹۹   | ۱۴۰۳   | -       | -      |
| دوازدهم | احمد آریائی‌نژاد  | ۱۴۰۳   | ۱۴۰۷   | -       | -      |
| دوازدهم | احد آزادی‌خواه    | ۱۴۰۳   | ۱۴۰۷   | -       | -      |

## پی‌نوشت و منبع
- «جدول حوزه‌های انتخابیه در انتخابات نهمین دورهٔ مجلس شورای اسلامی» (PDF). مرکز پژوهش و سنجش افکار صدا و سیما. بایگانی‌شده از اصلی (PDF) در ۵ اكتبر ۲۰۱۸. دریافت‌شده در ۱۵ ژوئن ۲۰۱۶. تاریخ وارد شده در |archive-date= را بررسی کنید (کمک)